# Grand Prix Monako 1986
Grand Prix Monako 1986 (oryg. Grand Prix Automobile de Monaco) – czwarta runda Mistrzostw Świata Formuły 1 w sezonie 1986, która odbyła się 11 maja 1986, po raz 33. na torze Circuit de Monaco.
44. Grand Prix Monako, 33. zaliczane do Mistrzostw Świata Formuły 1.

## Klasyfikacja
| Legenda oznaczeń w tabelach wyników Wyświetl szablon na nowej stronie | Legenda oznaczeń w tabelach wyników Wyświetl szablon na nowej stronie                                                                     |
| Oznaczenie                                                            | Wyjaśnienie |
| --------------------------------------------------------------------- | --- |
| Złoty                                                                 | Zwycięzca lub mistrzostwo |
| Srebrny                                                               | 2. miejsce lub wicemistrzostwo |
| Brązowy                                                               | 3. miejsce lub II wicemistrzostwo |
| Zielony                                                               | Ukończył, punktował (w klasyfikacji generalnej, gdy zdobył co najmniej jeden punkt na przestrzeni sezonu, poza trzema powyższymi opcjami) |
| Niebieski                                                             | Ukończył, nie punktował (w klasyfikacji generalnej, gdy nie zdobył co najmniej jednego punktu na przestrzeni sezonu)                      |
| Czerwony                                                              | Nie zakwalifikował się (NZ) |
| Czerwony                                                              | Nie prekwalifikował się (NPK) |
| Różowy                                                                | Nie ukończył (NU) |
| Różowy                                                                | Niesklasyfikowany (NS) (w klasyfikacji generalnej, gdy nie został sklasyfikowany w żadnym wyścigu sezonu)                                 |
| Czarny                                                                | Zdyskwalifikowany (DK) |
| Czarny                                                                | Wykluczony (WYK/EX) |
| Biały                                                                 | Nie wystartował (NW) |
| Biały                                                                 | Kontuzjowany (K/INJ) |
| Biały                                                                 | Wyścig odwołany (OD/C) |
| Bez koloru                                                            | Został wycofany (WYC/WD) |
| Bez koloru                                                            | Nie przybył (NP/DNA) |
| Bez koloru                                                            | Nie brał udziału w treningach (NT/DNP) |
| Bez koloru                                                            | Nie został zgłoszony (–) |
| Pogrubienie                                                           | Start z pole position |
| Kursywa                                                               | Najszybsze okrążenie wyścigu |
| †                                                                     | Nie ukończył, ale jego rezultat został zaliczony ze względu na przejechanie więcej niż 90% dystansu wyścigu.                              |
| *                                                                     | Sezon w trakcie |
| 1/2/3                                                                 | Punktowana pozycja w sprincie kwalifikacyjnym                                                                                             |
| Lista systemów punktacji Formuły 1                                    | |

| Pos | No | Kierowca           | Konstruktor            | Okrążeń | Czas/powód NU    | Poz. Start. | Punktów |
| --- | -- | ------------------ | ---------------------- | ------- | ---------------- | ----------- | ------- |
| 1   | 1  | Alain Prost        | McLaren-TAG            | 78      | 1:55:41.060      | 1           | 9       |
| 2   | 2  | Keke Rosberg       | McLaren-TAG            | 78      | + 25.022         | 9           | 6       |
| 3   | 12 | Ayrton Senna       | Lotus-Renault          | 78      | + 53.646         | 3           | 4       |
| 4   | 5  | Nigel Mansell      | Williams-Honda         | 78      | + 1:11.402       | 2           | 3       |
| 5   | 25 | René Arnoux        | Ligier-Renault         | 77      | + 1 okrążenie    | 12          | 2       |
| 6   | 26 | Jacques Laffite    | Ligier-Renault         | 77      | + 1 okrążenie    | 7           | 1       |
| 7   | 6  | Nelson Piquet      | Williams-Honda         | 77      | + 1 okrążenie    | 11          |         |
| 8   | 18 | Thierry Boutsen    | Arrows-BMW             | 75      | + 3 Okrążenia    | 14          |         |
| 9   | 17 | Marc Surer         | Arrows-BMW             | 75      | + 3 Okrążenia    | 17          |         |
| 10  | 28 | Stefan Johansson   | Ferrari                | 75      | + 3 Okrążenia    | 15          |         |
| 11  | 4  | Philippe Streiff   | Tyrrell-Renault        | 74      | + 4 Okrążenia    | 13          |         |
| 12  | 14 | Jonathan Palmer    | Zakspeed               | 74      | + 4 Okrążenia    | 19          |         |
| NU  | 3  | Martin Brundle     | Tyrrell-Renault        | 67      | Wypadek          | 10          |         |
| NU  | 16 | Patrick Tambay     | Lola-Ford              | 67      | Wypadek          | 8           |         |
| NU  | 20 | Gerhard Berger     | Benetton-BMW           | 42      | Ukł. kierowniczy | 5           |         |
| NU  | 7  | Riccardo Patrese   | Brabham-BMW            | 38      | Pompa paliwa     | 6           |         |
| NU  | 27 | Michele Alboreto   | Ferrari                | 38      | Turbo            | 4           |         |
| NU  | 8  | Elio de Angelis    | Brabham-BMW            | 31      | Silnik           | 20          |         |
| NU  | 19 | Teo Fabi           | Benetton-BMW           | 17      | Hamulce          | 16          |         |
| NU  | 15 | Alan Jones         | Lola-Ford              | 2       | Wypadek          | 18          |         |
| NZ  | 21 | Piercarlo Ghinzani | Osella-Alfa Romeo      |         |                  |             |         |
| NZ  | 11 | Johnny Dumfries    | Lotus-Renault          |         |                  |             |         |
| NZ  | 29 | Huub Rothengatter  | Zakspeed               |         |                  |             |         |
| NZ  | 22 | Christian Danner   | Osella-Alfa Romeo      |         |                  |             |         |
| NZ  | 23 | Andrea de Cesaris  | Minardi-Motori Moderni |         |                  |             |         |